# Городской театр Йоэнсуу
Городской театр Йоэнсуу — Региональный театр провинции Северная Карелия (фин. Joensuun kaupunginteatteri — Pohjois-Karjalan Alueteatteri) – профессиональный театр, расположенный в центре города Йоэнсуу. Театр был основан в 1948 году. Деятельность театра регулируется Театральным обществом провинции Северная Карелия (фин. Pohjois-Karjalan Teatteriyhdistys). Театр разместился в здании городской ратуши, построенной в 1914 году по проекту архитектора Элиэля Сааринена.  Ежегодно  театр ставит 12—15 спектаклей, всего же за театральный сезон даётся около 300 представлений.
Театральный сезон длится с сентября по май. В летнее и осеннее время театр проводит спектакли во внутреннем дворе ратуши.
Представления даются на финском языке.

### История
По решению городского совета Йоэнсуу существовавшие ранее Рабочий театр Йоэнсуу (фин. Joensuun Työväen Teatteri) и Театр города Йоэнсуу (фин. Joensuun Teatteri) были объединены в Городской театр Йоэнсуу, новый театр получил статус акционерного общества. Акции были распределены между городским советом и спонсорами ранее существовавших театров.
Официально Городской театр Йоэнсуу был открыт 4 декабря 1948 года. В репертуаре первых театральных сезонов были постановки как классической, так и современной финской драматургии. На сцене театра ставились произведения западноевропейских драматургов (У. Шекспира, Т. Уильямс и др.). Большое внимание также уделялась творчеству русских классиков, например, одной из первых постановок театра стала сценическая версия «Преступления и наказания» Ф. М. Достоевского, высоко оценённая критикой.
В первые годы своего существования театр испытывал серьёзные экономические трудности: доходы от продаж билетов и поддержка государства были небольшими. Отсутствие денежных средств привело к тому, что в 1952–1953 годах было решено перенести празднование 40-летия Театра Йоэнсуу на следующий год. К 1956 году экономическое положение театра улучшилось. В этом году финская газета «Helsingin Sanomat» назвала Городской театр Йоэнсуу лучшим театром Финляндии. В газете также было отмечено, что количество зрителей в течение трёх лет увеличилось в два раза.
В марте 1966 года в здании городской ратуши произошёл пожар. Как сцена, так и зрительный зал сгорели в огне. Во время пожара были уничтожены ценные материалы, такие как архивы и бутафория. Официальная причина возникновения пожара так и не была установлена. Никто из коллектива театра не пострадал: в тот день труппа находилась на гастролях в общине Каави. Во время реставрационных работ театр давал спектакли в культурном центре Дом Карелии (фин. Kulttuurikeskus Karjalantalo), главном зале ресторана Карелия (фин. Karelia ravintola) и Доме спорта (фин. Urheilutalo). Осенью следующего года театр вернулся в уже отремонтированное здание ратуши.
Период, в который художественным руководителем театра был Йоуко Туркка (1968—1972), считается самым значимым временем в жизни театра, а события, развернувшиеся в стенах театра, вызвали общественный резонанс. Осенью 1971 года в театре разразился скандал, причиной которого стало возникшее между руководством и труппой разногласие по поводу выбора произведений для постановок. Девять из 14 актёров устроили забастовку. Впоследствии Йоуко Туркка был уволен, и его временно заменил Юрьё Костермаа (фин. Yrjö Kostermaa).
В 1978 году управление театром перешло к властям города, и театр получил статус регионального театра. В 1996 году театр стал собственностью Театрального общества провинции Северная Карелия и стал называться по-новому: Городской театра Йоэнсуу — Региональный театр провинции Северная Карелия. В 1997–1998 годы во время реконструкции ратуши театр давал спектакли в Зале Карелия (фин. Carelia-Sali) и Зале Салминена (фин. Salminen-sali).
В конце апреля 2015 года художественный руководитель театра Вихтори Рямя (фин. Vihtori Rämä) был уволен Театральным обществом провинции Северная Карелия в связи с утратой доверия.
Среди руководителей театра – знаменитые режиссёры, чей труд был высоко оценен как в Финляндии, так и за её пределами. Многие работники театра – обладатели высшей государственной награды Финляндии среди деятелей искусства Pro Finlandia: Лаури Лейно (фин. Lauri Leino), Юсси Пииронен (фин. Jussi Piironen), Раули Лехтонен (фин. Rauli Lehtonen) и другие.

### Репертуар
На 2014 год постоянный коллектив театра составляет 54 человека, 14 из которых – актёры. К работе над спектаклями также активно привлекаются специалисты из других театров.
На сцене театра ставятся пьесы разных жанров: драмы, мюзикла, комедии. Театр также создаёт многочисленные представления для детей.
Репертуар театра составляют произведения как классических (Алексис Киви, Минна Кант, Сакариас Топелиус), так и современных (Софи Оксанен, Эско-Пекка Тиитинен) финских драматургов. На сцене также даются спектакли западноевропейских драматургов.
Городской театр Йоэнсуу поддерживает творческие связи с отечественными и зарубежными театрами. Гастроли составляют важную часть жизни театра. Городской театр Йоэнсуу развивает активное сотрудничество с Национальным театром Республики Карелия.

### Сцены
Представления даются на двух сценах: большой и малой. Главная сцена, рассчитанная на 273 места, расположена в актовом зале городской ратуши.
К 70-летию театра репетиционный зал, находящийся в том же здании, был переоборудован под малую сцену со зрительным залом на 50 мест. Впоследствии вместимость зала была увеличена до 80 мест.

### Художественные руководители
(в скобках указаны годы работы в театре)
- Лаури Лейно (Lauri Leino) (1948—1949, 1960—)
- Юсси Пииронен (Jussi Piironen) (1949—1952)
- Вейкко Маннинен (Veikko Manninen) (1952—1955)
- Раули Лехтонен (Rauli Lehtonen) (1955—59)
- Лаури Лейно (Lauri Leino) (1948—1949, 1960—)
- Йоуко Туркка (1968—1972)
- Калерво Ниссиля (Kalervo Nissilä) (1973—1978)
- Сеппо Лухтала (Seppo Luhtala) (1978—1982)
- Веса Райскио (Vesa Raiskio) (1983—1987)
- Ахти Ахонен (Ahti Ahonen) (1987—1990)
- Хейкки Мякеля (Heikki Mäkelä) (1991—1996)
- Рейно Брагге (Reino Bragge) (1996—1999)
- Лийса Исотало (Liisa Isotalo) (1999—2003)
- Киммо Лавасте (Kimmo Lavaste) (2003—2008)
- Рику Иннамаа (Riku Innamaa) (2008—2010)
- Теро Хейнямяки (Tero Heinämäki) (2010—2012)
- Вихтори Рямя (Vihtori Rämä) (2013—2015)
- Ийристийна Варило (Iiristiina Varilo) (с 01.02.2016)